# Система Стейница
Система Стейница — шахматный дебют, начинающийся ходами: 
 1. e2-e4 e7-e5 
 2. Kg1-f3 Kb8-c6 
 3. d2-d4. e5:d4 
 4. Kf3:d4 Фd8-h4

Отдельная система игры в шотландской партии.

## История
Ход 4. …Фd8-h4 был известен с давних времён. В XIX веке его исследовали К.Яниш и Г.Стаунтон, которые пришли к выводу, что белые после хода 5. Фd1-d3 получают более удачную игру. В 1870-х гг. это продолжение неоднократно с успехом применял В.Стейниц, вследствие чего данная система была названа его именем. Впоследствии, однако, В.Стейниц изменил своё отношение к ходу 4. …Фd8-h4, считая, что белые в итоге получают лучшую позицию. Критично к Системе Стейница относился и З.Тарраш, считая раннее развитие чёрного ферзя неверной стратегией.
Интерес к Системе Стейница вновь проявился в 1990-е гг., когда Г.Каспаров применил этот дебют в 11-й партии матча за звание чемпиона мира против Н.Шорта, после чего появились новые исследования данного дебюта, в результате чего и за белых, и за чёрных были найдены новые возможности.

## Идеи дебюта
Пользуясь нестабильностью центра белых, чёрные стремятся выиграть пешку e4 и перехватить инициативу. Как правило, завязывается оживлённая игра с острыми ситуациями.

## Варианты
- 5. Kb1-c3 — Вариант Стейница
- 5. Kd4-f3 — Атака Фрейзера
- 5. Kd4-b5 — Атака Горвица
  - 5. …Сf8-b4+ 
    - 6. Cc1-d2 Фh4:e4+ 7. Cf1-e2 Kpe8-d8 8. 0-0 Сb4:d2 9. Kb1-d2 Фe4-g6 — Вариант Розенталя
    - 6. Kb1-d2 Фh4:e4+ 7. Cf1-e2 Фe4:g2 8. Ce2-f3 Фg2-h3 9. Kb5:c7+ Kpe8-d8 10. Kc7:a8 Kg8-f6 11. a2-a3 — Вариант Бергера

## Примерная партия
Фразер — Таубенхауз, 1888
1. e2-e4 e7-e5 2. Kg1-f3 Kb8-c6 3. d2-d4. e5:d4 4. Kf3:d4 Фd8-h4 5. Kb1-c3 Kg8-f6? 6. Kd4-f5! Фh4-h5 7. Сf1-e2 Фh5-g6 8. Kf5-h4! 1-0 Чёрные теряют ферзя.